# Tworki (powiat siedlecki)
Tworki – wieś w Polsce położona w województwie mazowieckim, w powiecie siedleckim, w gminie Wiśniew. Ma status sołectwa. 
Według danych z 1 maja 2005 wieś liczyła 243 mieszkańców. Przez Tworki przebiega droga powiatowa Domanice – Gostchorz. W odległości 1 km od wsi przebiega droga krajowa nr 63 Sławatycze – Węgorzewo.
W latach 1975–1998 miejscowość należała administracyjnie do województwa siedleckiego.
Wierni Kościoła rzymskokatolickiego należą do parafii Najświętszego Serca Jezusowego w Wiśniewie.

## Mord w Tworkach

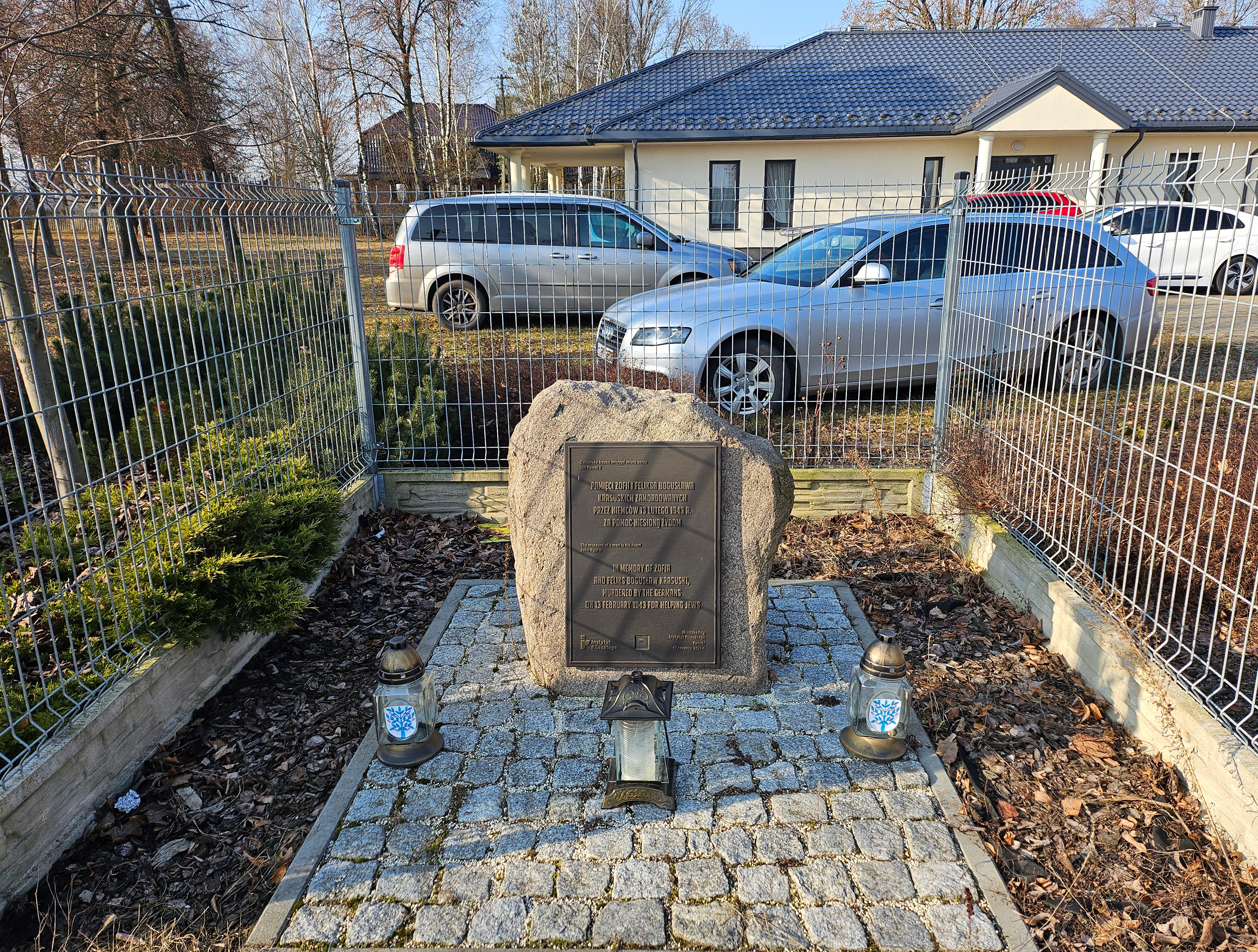
Pomnik ku czci Zofii i Feliksa Bogusława Krasuskich odsłonięty w 2020 r.

13 lutego 1943 r. w Tworkach okupanci niemieccy zamordowali Zofię i Feliksa Bogusława Krasuskich za udzielanie pomocy Żydom. Rodzina Krasuskich żywiła ukrywających się w pobliskim lesie Żydów od 1942 r., natomiast od jesieni ukrywała ich w piwnicy. W wyniku zorganizowanej obławy kryjówka została znaleziona, po czym sześciu ukrywanych w niej mężczyzn, a także Zofia i jej sześcioletni syn zostali rozstrzelani. Wydarzenia z 1943 r. upamiętniono w ramach projektu Instytutu Pileckiego Zawołani po imieniu. 19 czerwca 2020 r. w Tworkach odbyło się uroczyste odsłonięcie tablicy upamiętniającej zamordowanych Zofię i Feliksa Bogusława Krasuskich. W uroczystości wzięła udział m.in. minister kultury i dziedzictwa narodowego Magdalena Gawin. 